# Бой под Белостоком

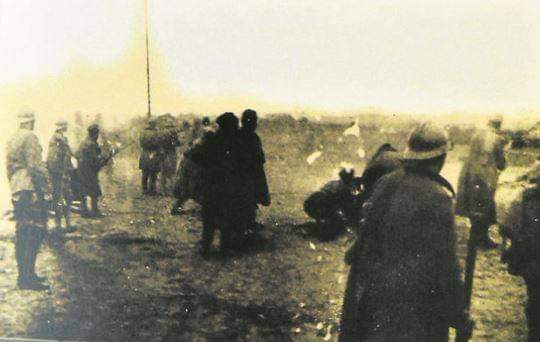
Легионеры 1-го батальона 1-й пехотной бригады во время утренней атаки Белостока. 22 августа 1920 года

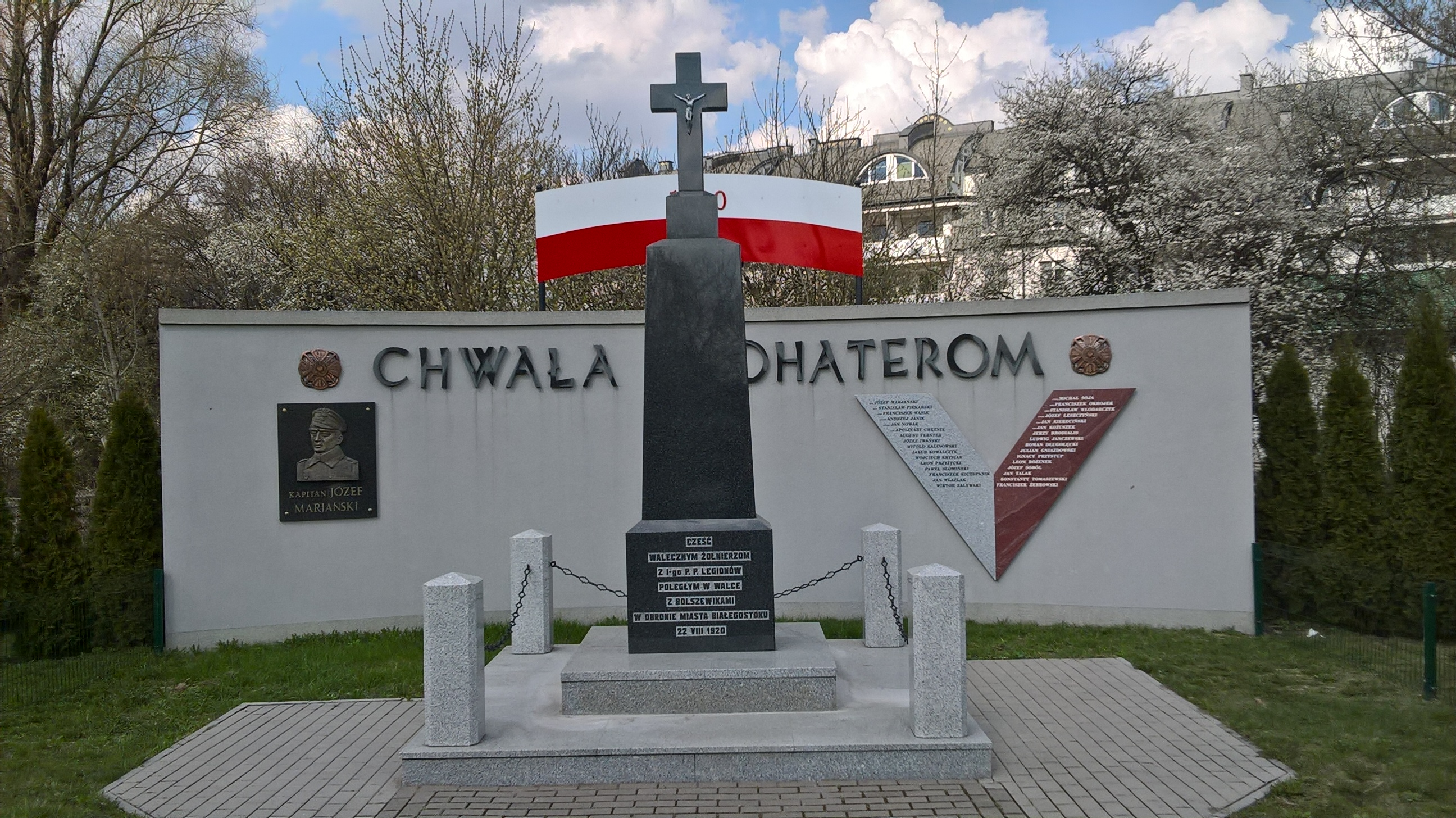
Памятник погибшим польским воинам 1-го пехотного полка легиона

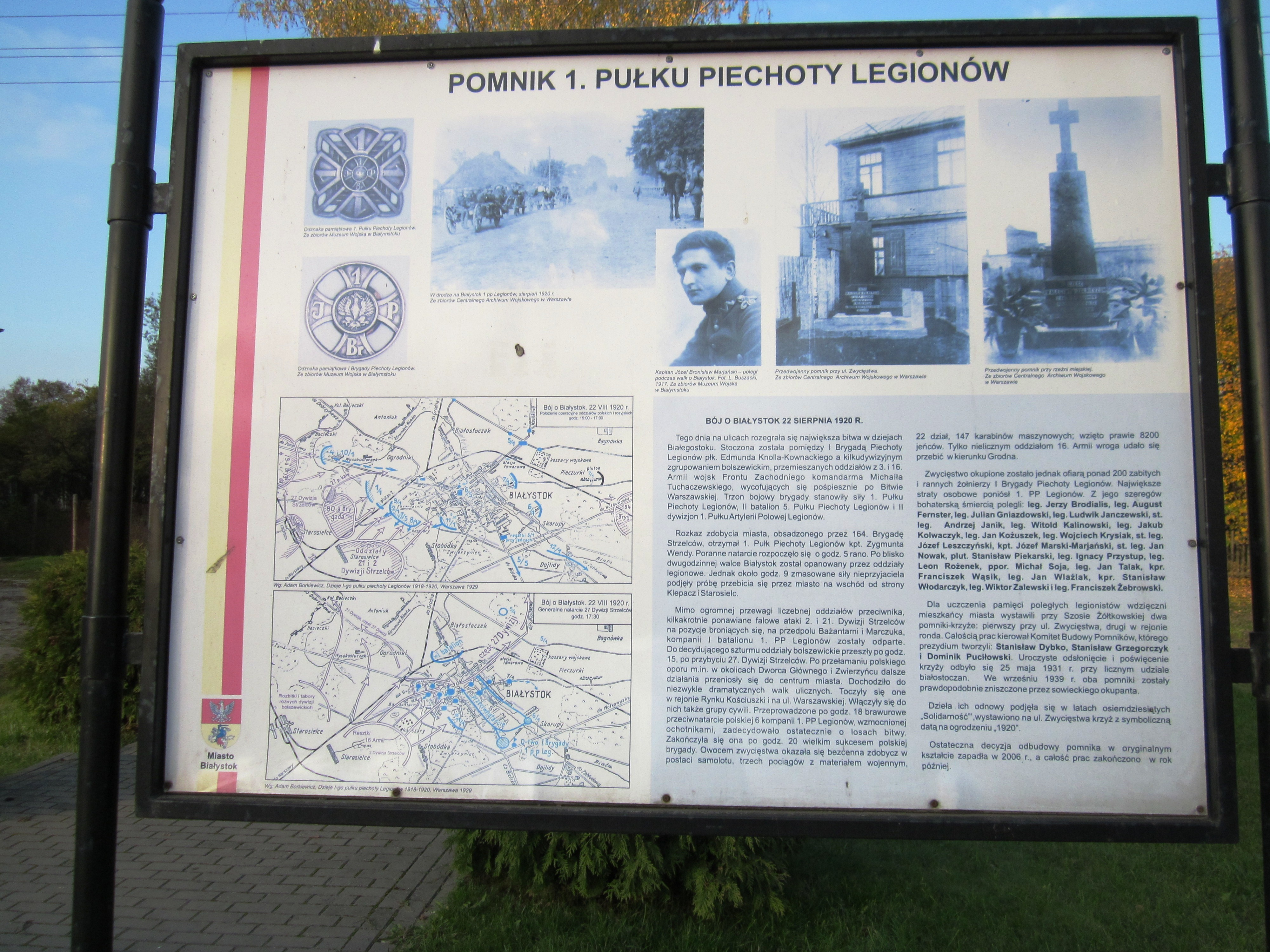
Информационный стенд, посвящённый погибшим в боях за Белосток легионерам 1-го пехотного полка

Бой под Белосто́ком (пол. Bitwa pod Białymstokiem) или Белосто́кский бой (пол. Bitwa białostocka) — бои, произошедшие 22 августа 1920 года в ходе советско-польской войны в районе Белостока между частями 1-й пехотной дивизии легионов и остатками 3-й и 16-й армий РККА.
После Варшавской битвы поляки преследовали отступающие советские войска до Белостока, и части 1-й пехотной дивизии легионов вступили в бои с разрозненными остатками подразделений 3-й и 16-й армий, приведшими к полному их разгрому.

## Военно-стратегическая ситуация
16 августа 1920 года польские войска сосредоточились вдоль реки Вепш и начали контратаку против советских войск. Через 24 часа стало ясно, что польское наступление будет угрожать тылу советской 16-й армии. В восточном секторе части 1-й пехотной дивизии легионов 19—20 августа захватили переправы через реки Буг у Дрохичина и Франкополя. В результате советская 16-я армия изменила маршрут отступления и двинулась на Белосток. Во время отступления красные дивизии и бригады часто перемешивались, терялось управление ими, часть бойцов дезертировала. Параллельно войскам «красных» к Белостоку форсированным маршем шла 1-я пехотная дивизия легионов. Приблизившись к городу и проанализировав ситуацию, командир дивизии полковник Стефан Домб-Бернацкий вечером 20 августа приказал своим частям штурмовать Белосток, чтобы овладеть этим важным транспортным узлом и отрезать пути отхода войскам противника, еще находившимся на польской территории. Для штурма Белостока Домббернацкий выделил два пехотных полка и полк полевой артиллерии — всего около 2 тысяч солдат, 50 пулеметов и 12 орудий.
21 августа, после 40-километрового марша, передовые роты полка заняли деревни Зверки в 14 километрах от Белостока. Они захватили девять пулемётов и взяли в плен около 100 красноармейцев. Некоторым из них удалось сбежать и предупредить советский гарнизон в Белостоке о наступлении поляков.

## Ход боёв
22 августа, в 2 часа ночи, поляки начали штурм города. Город обороняла 164-я стрелковая бригада 55-й стрелковой дивизии РККА. Советские войска поддерживали кавалерия, артиллерия и бронепоезд. Несмотря на предупреждения, солдаты, оборонявшие Белостока, были застигнуты врасплох 3-м батальоном капитана Ю. Марьянского, ворвавшимся в центр города. К 7 часам утра Белосток оказался под контролем поляков и 164-я стрелковая бригада была полностью уничтожена, а 2000 советских солдат взяты в плен. А также поляки захватили 13 орудий, 30 пулемётов и три военных эшелона с продовольствием и снаряжением.
В 8:15 к городу подошли первые части отступающих советских 16-й и 3-й армий. В 9 часов утра со стороны железнодорожной линии на Варшаву (со станции Лапы) показались цепи 2-й и 21-й СД. Красные войска, чтобы пробиться к Белостоку и далее на восток, наступали, не обращая внимания на значительные потери. Тем не менее, атаку красной пехоты удалось отбить в ходе двухчасового боя благодаря капитану Юзефу Марьянскому, организовавшему контратаку. Было взято в плен около 1000 красноармейцев.
Около 14 часов в Белостоке появилась советская 27-я стрелковая дивизия (остатки, 1400 человек) В. К. Путны. Час спустя её подразделения атаковали и попытались захватить казармы бывшей царской армии. Благодаря численному превосходству, советские войска смогла захватить главный железнодорожный вокзал и выйти к центру Белостока. Когда в бой вступил польский 27-й кавалерийский полк, ожесточённые уличные бои продолжились. Отдельные части города неоднократно переходили из рук в руки. После этого бригады 27-й СД стали отходить на восток, а за ними отступали перемешанные и деморализованные части других дивизий «красных». К 20 часам 22 августа Белосток был полностью занят польскими войсками.
Бои под Белостоком закончились разгромом частей советской 16-й армии. В ходе боёв поляки потеряли около 209 человек убитыми и ранеными, в то время как советские войска потеряли более 600 человек убитыми и ранеными, 8200 пленными, а также 22 пушки, 147 пулемётов, один самолёт и три грузовых поезда.

## Память
В 1930-е годы на улице Звыченства (пол. Победы), на месте одного из уличных столкновений, был открыт памятный обелиск. В честь командира 1-го батальона пехотного полка 1-го легионов капитана Юзефа Марьянского названа улица в центре города. Бои под Белостоком увековечены на одной из мемориальных досок на могиле неизвестного солдата в Варшаве: «БЕЛОСТОК 22 и 30 VIII 1920».